# Neotrygon kuhlii
Neotrygon kuhlii é uma espécie de arraia da família Dasyatidae. Em 2008, foi reclassificada de Dasyatis kuhlii para o gênero Neotrygon, após análises morfológicas e moleculares confirmarem sua distinção. Possui corpo romboidal, de coloração verde com manchas azuis, e sua largura máxima de disco é estimada em 46,5 cm. É popular em aquários, mas frequentemente confundida com Taeniura lymma, que tem corpo mais arredondado, coloração verde mais brilhante e manchas azuis mais vívidas, embora Neotrygon kuhlii seja maior. A longevidade estimada é de 13 anos para fêmeas e 10 anos para machos. Alimenta-se de peixes e pequenos moluscos e é encontrada geralmente da Indonésia ao Japão e em grande parte da Austrália. A espécie também é hospedeira de diversos parasitas, como tênias, platelmintos e trematódeos.

## Taxonomia
A arraia Neotrygon kuhlii foi descoberta por Heinrich Kuhl em Java, Indonésia. O tamanho populacional é difícil de estimar devido à presença de cinco espécies de arraias na Indonésia, com duas formas distintas conhecidas: a de Java e a de Bali. A principal diferença entre elas é o tamanho, com a forma de Bali sendo significativamente maior que a de Java. No nível de família, Dasyatidae inclui 9 gêneros e 70 espécies. As espécies do gênero Neotrygon [en] são chamadas de arraias-de-máscara devido ao padrão de cores ao redor dos olhos.

## Descrição e comportamento

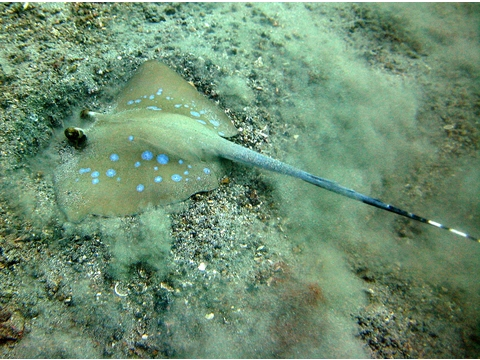
Corpo completo de uma arraia Neotrygon kuhlii, mostrando a cauda listrada em preto e branco.

Neotrygon kuhlii possui um corpo achatado, em forma de disco romboidal, com até 47 cm de diâmetro e 70 cm de comprimento total. Sua coloração é verde-escura com manchas azuis e ventre branco, caracterizando o contrassombreamento [en]. O focinho é curto e amplamente angular, assim como o disco. A coloração vibrante serve como alerta para seus espinhos venenosos. A cauda, cerca de duas vezes o comprimento do corpo, possui dois espinhos venenosos na base, um grande e outro médio. Seus olhos amarelos brilhantes permitem ampla visão, e as espiráculos, localizadas atrás dos olhos, facilitam a respiração enquanto descansam ou se alimentam no fundo do mar. A boca, na face ventral, auxilia na técnica de forrageamento. Geralmente solitárias, as arraias podem formar grupos. Diferentemente de outras arraias, N. kuhlii enterra-se na areia apenas para se esconder de predadores, não para caçar.

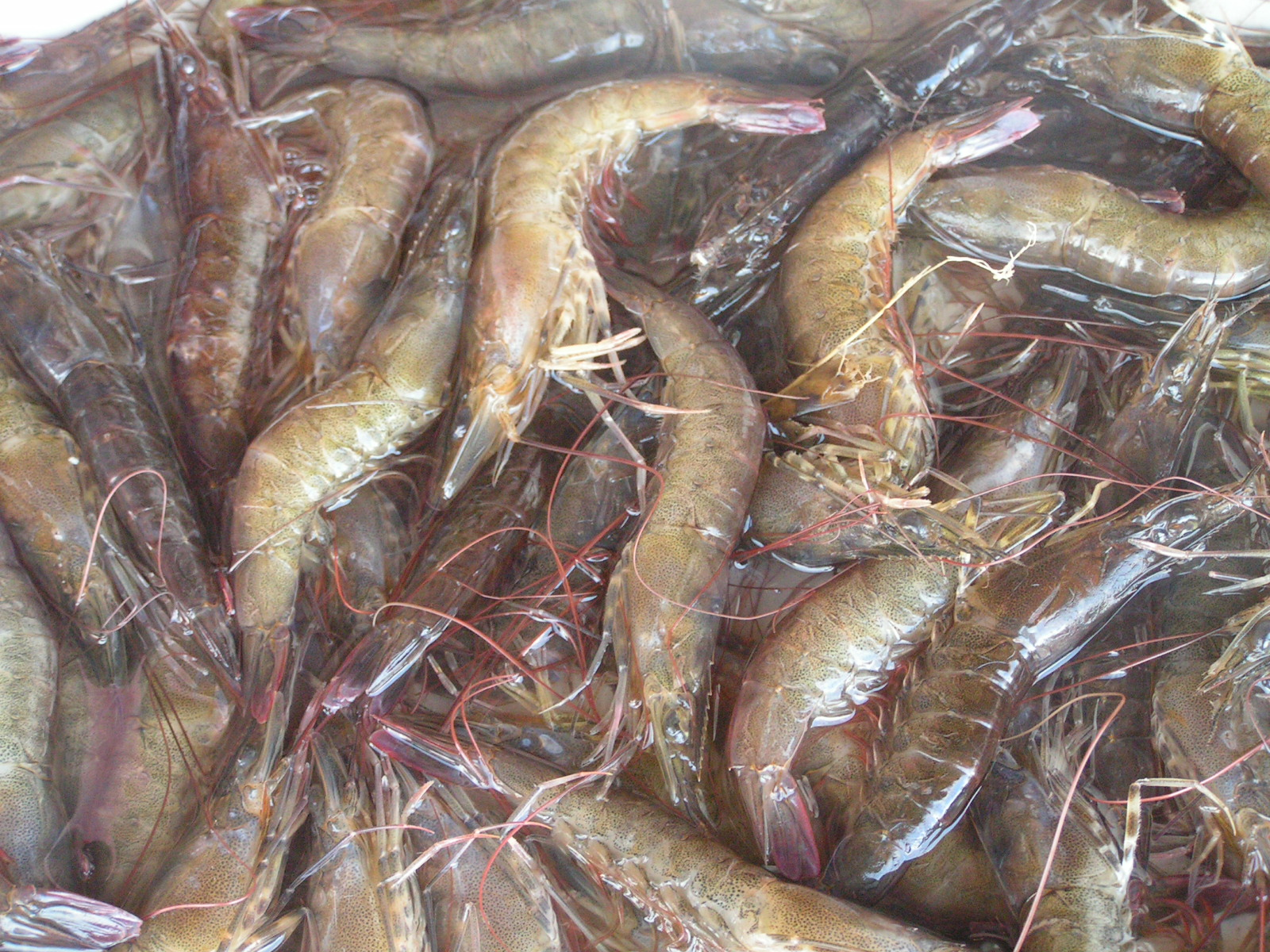
Camarão, uma das fontes de alimento de Neotrygon kuhlii.

### Dieta
Neotrygon kuhlii alimenta-se de camarões, pequenos peixes ósseos, moluscos, caranguejos e vermes. Por ser uma predadora de fundo raso, sua dieta é limitada à fauna marinha disponível. Imobiliza suas presas pressionando-as contra o fundo com suas nadadeiras. Possui dentes pequenos e uma mandíbula inferior ligeiramente convexa, com dentes em forma de placa para triturar presas.

### Reprodução
A arraia Neotrygon kuhlii é ovovivípara. Os embriões desenvolvem-se em ovos dentro do corpo da mãe até estarem prontos para eclodir, recebendo nutrientes do fluido uterino. As fêmeas dão à luz até sete filhotes por ninhada, com comprimento de 15 a 33 cm ao nascer. A espécie transmite 32 conjuntos de cromossomos aos filhotes. O ciclo reprodutivo é anual, com a temporada de acasalamento em outubro e novembro, e a ovulação no verão australiano (1 de dezembro a 28/29 de fevereiro), coincidindo com o desenvolvimento embrionário.

## Habitat
A arraia Neotrygon kuhlii é comumente encontrada em águas com menos de 90 m de profundidade, em áreas de areia, lodo, próximo a recifes de coral rochosos e leitos de ervas marinhas. Habita climas tropicais entre 29°N e 31°S, e 20°E a 171°W. Durante a maré alta, move-se para lagoas rasas e plataformas de recifes. Está presente no norte da Austrália, Quênia, Madagascar, Maurício, Somália, leste da África do Sul, Índia, e em quase todas as águas continentais da Ásia, incluindo o mar do Japão, mar Amarelo, mar da China Oriental, mar das Filipinas, mar de Sulu, mar de Java, mar de Banda, mar de Celebes, mar de Andamão, Golfo de Bengala e mar Arábico.

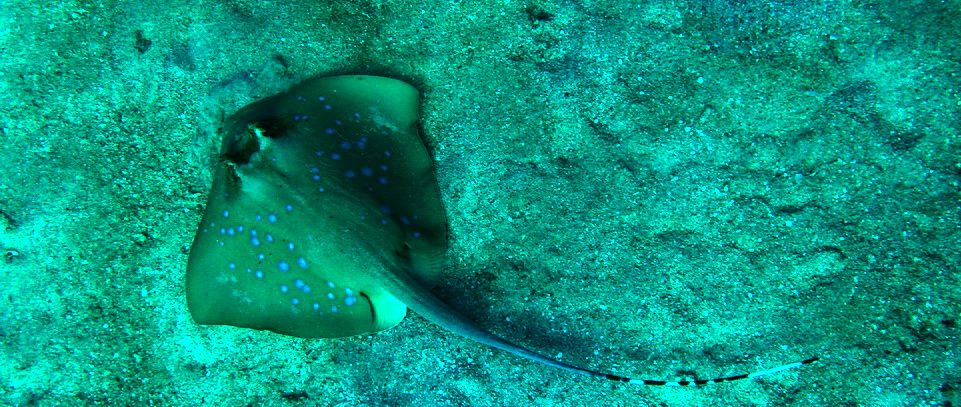
O corpo da arraia Neotrygon kuhlii é mais angular, distinguindo-a da arraia Taeniura lymma.

## Ameaças e áreas protegidas
Queensland, Austrália, possui áreas de alta proteção para Neotrygon kuhlii, como Shoalwater, o Sítio Ramsar da Baía de Corio [en] e o Parque Marinho da Grande Barreira de Corais. A destruição de recifes de coral, especialmente no noroeste do Pacífico, é uma grande ameaça, já que a espécie habita esses ambientes. A poluição por fertilizantes e pesticidas também a afeta. É frequentemente capturada no mar de Java por pesca de arrasto e redes de cerco dinamarquesas em grandes quantidades, sendo a segunda espécie mais significativa entre tubarões, arraias e quimeras pescadas, contribuindo com cerca de 700 kg por embarcação em 2006–2007.

## Predadores
Grandes elasmobrânquios, como os tubarões da família Sphyrnidae, predam Neotrygon kuhlii. Sua coloração vibrante alerta sobre os espinhos altamente venenosos, desencorajando predadores. O tubarão usa sua cabeça para imobilizar a arraia, aproveitando seu estado de choque.

## Interação com humanos
Devido às suas características únicas, Neotrygon kuhlii é comum no comércio de animais de estimação, mas muitos ignoram que seu tamanho adulto excede a capacidade de aquários domésticos. Sua carne é pescada para consumo, sendo defumada, salgada ou seca para mercados locais, mas é barata devido ao tamanho pequeno. É capturada em grande escala com redes de emalhar e armadilhas. A arraia é altamente venenosa, com um espinho de cerca de 30 cm de comprimento, contendo serotonina, 5'-nucleotidase e fosfodiesterase.
A pele da arraia é frequentemente usada em tambores, como o darbuka árabe e turco e o pandeiro riq.

## Parasitas
Diversos parasitas podem habitar a arraia Neotrygon kuhlii:
| Classe comum | Grupo                       | Parasita |
| ------------ | --------------------------- | --- |
| Tênias       | Cestodes, Cephalobothriidae | Cephalobothrium longisegmentum e Tylocephalum kuhli                                                                 |
| Tênias       | Cestodes, Mixodigmatidae    | Trygonicola macroporus                                                                                              |
| Tênias       | Cestodes, Onchobothriidae   | Acanthobothrium bengalens, A. confusum, A. herdmani e A. pingtanensis                                               |
| Tênias       | Cestodes, Phyllobothriidae  | Echeneibothrium trygonis, Phyllobothrium ptychocephalum, Rhinebothrium shipleyi, Scalithrium shipleyi e S. trygonis |
| Platelmintos | Monogeneans, Monocotylidae  | Dendromonocotyle kuhlii, Heterocotyle chinensis, Monocotyle kuhlii e M. tritestis                                   |
| Trematódeos  | Trematodes, Monocotylidae   | Prosorhynchus clavatum                                                                                              |
| Trematódeos  | Trematodes, Didymozoidae    | Larva de Didymozoid                                                                                                 |

## Aplicações
Dois peptídeos curtos identificados a partir de proteínas hidrolisadas [en] desta espécie demonstraram efeitos protetores contra a oxidação de lipídios, DNA e proteínas. Foi proposta sua aplicação como ingredientes de alimentos funcionais ou nutracêuticos.